# Ђорђе Никшић
Ђорђе Никшић (Бешеново, код Сремске Митровице, 3. мај 1922 — Сремска Каменица, 14. мај 1986), учесник Народноослободилачке борбе, друштвено-политички радник САП Војводине и народни херој Југославије.

## Биографија
Рођен је 3. маја 1922. године у Бешенову, код Сремске Митровице. Потицао је из комунистичке породице, његов отац Коста иако је био земљорадник, био је дугогодишњи члан Комунистичке партије Југославије (КПЈ) и секретар месне партијске организације. Пошто је у родитељској кући добио прва сазнања о револуционарном радничком покрету, веома брзо му се придружио и 1939. године постао члан Савеза комунистичке омладине Југославије (СКОЈ).
Због свог веома активног револуционарног рада - ширење комунистичке штампе и литературе, организовања илегалних омладинских састанака, иступања против режима и др, 1940. године био ухапшен, са групом омладинаца и два месеца задржан и малтретиран у истражном затвору. По изласку из затвора, постао је члан Окружног комитета СКОЈ-а за Срем, а јануара 1941. године члан КП Југославије.
Након окупације Југославије, 1941. године, активно је учествовао у припремама оружаног устанка у Срему. Августа 1941. године био је један од првих бораца Фрушкогорског партизанског одреда. Заједно са Бошком Палковљевићем Пинкијем и Симом Релићем, учествовао је у једној од првих партизанских акција у Срему - прихвату 32 политичка затвореника-комуниста, који су 22. августа побегли из затвора у Сремској Митровици. После прихватање политичких затвореника, они су организиовали њихово пребацивање на Фрушку гору.
Пошто се истакао у борбама овог Одреда, током лета и зиме 1941. године, а посебно у нападима на жандармеријске станице у Бешенову и Шуљму, априла 1942. био је постављен за политичког комесара Четврте чете Првог батаљона тада формираног Сремског партизанског одреда. Упоредо са борбеним акцијама, у којима је учествовао, активно је политички деловао, нарочито међу омладином, који је укључивао у Народноослободилачки покрет (НОП). Као борац, посебно се истакао приликом велике окупаторске офанзиве на Фрушку гору, августа 1942. године.
Почетком 1943. године, одлуком руководства КПЈ у Срему, као члан Окружног комитета СКОЈ-а за Срем је био повучен из јединице и од тада се активно посветио партијском раду. Јула 1943. године је постао секретар Окружног комитета СКОЈ-а за Срем и члан Окружног комитета КПЈ за Срем. Радио је на учвршћивању и омасовљењу скојевских организација у Срему. Маја 1944. године, постао је члан Покрајинског комитета СКОЈ-а за Војводину, а на Првом конгресу Антифашистичке омладине Војводине, одржаном крајем децембра 1944. године, био је изабран за председника Уједињеног савеза антифашистичке омладине Војводине (УСАОВ).
После ослобођења Југославије, налазио се на одговорним државним и партијским функцијама у Аутономној Покрајини Војводини. Био је секретар Окружног комитета КПС за Срем, члан ПК КПС за Војводину, а марта 1948. године постао је секретар Среског комитета КПС за Руму. Године 1949. завршио је у Београду Вишу политичку школу „Ђуро Ђаковић“. Убрзо потом је постао секретар Среског комитета КПС за Сремску Митровицу, а од 1958. године је био члан Покрајинског комитета СКС за Војводину и покрајински секретар за пољопривреду.
Био је биран за народног посланика Народне скупштине ФНРЈ и посланика Народне скупштине АП Војводине. Године 1963. је био изабран за посланика Савезне скупштине за сремскомитровачки срез. У периоду од 1967. до 1969. године је био посланик Већа народа Савезне скупштине. Имао је чин потпуковника ЈНА у резерви.
По одласку у пензију живео је у Новом Саду. Умро је 14. маја 1986. године у Сремској Каменици. Сахрањен је у Алеји народних хероја на Градском гробљу у Новом Саду.
Носилац је Партизанске споменице 1941. и других југословенских одликовања, међу којима су — Орден заслуга за народ другог реда, Орден братства и јединства другог реда, Орден за храброст и др. Орденом народног хероја одликован је 26. септембра 1953. године.